# Lucha en los Juegos Deportivos Nacionales de Colombia de 2012
La Lucha en los  XIX Juegos Deportivos Nacionales de Colombia, se disputó entre el 8 de noviembre y el 11 de noviembre de 2012 en el Coliseo Argelino Durán de la ciudad de Ocaña en el departamento de Santander.

## Resultados

### Medallero General
| #  | Departamento    | Oro | Plata | Bronce | Total |
| -- | --------------- | --- | ----- | ------ | ----- |
| 1  | Valle del Cauca | 7   | 6     | 4      | 17    |
| 2  | Antioquia       | 7   | 3     | 7      | 17    |
| 3  | Bogotá          | 4   | 3     | 4      | 11    |
| 4  | Fuerzas Armadas | 2   | 4     | 5      | 11    |
| 5  | Santander       | 1   | 0     | 1      | 2     |
| 6  | Cundinamarca    | 0   | 3     | 0      | 3     |
| 7  | Risaralda       | 0   | 2     | 1      | 3     |
| 8  | Huila           | 0   | 0     | 5      | 5     |
| 9  | Bolívar         | 0   | 0     | 3      | 3     |
| 10 | Meta            | 0   | 0     | 2      | 2     |
| 11 | Tolima          | 0   | 0     | 2      | 2     |

## Lucha Grecorromana

### Eventos Masculinos
| Evento                | Oro                                     | Plata                                 | Bronce                                                                      |
| --------------------- | --------------------------------------- | ------------------------------------- | --------------------------------------------------------------------------- |
| Hasta 55 kg           | Mauricio Henao Buitrago Fuerzas Armadas | Dichter Hans Toro · Antioquia         | Andrés Giovanny Taborda · Bogotá · Carlos Alberto Murillo · Valle del Cauca |
| Hasta 60 kg           | Juan Carlos López · Antioquia           | Julio César Muñoz · Valle del Cauca   | Oscar Garzón Bogotá Jhonatan Cruz Bedoya Fuerzas Armadas                    |
| Hasta 66 kg           | Iván de Jesús López · Antioquia         | Brayan Steven Saa · Valle del Cauca   | Jair Alexis Cuero · Santander · Robinson Rojas · Fuerzas Armadas            |
| Hasta 74 kg           | José Uber Escobar · Antioquia           | Julio César Cuenu · Cundinamarca      | Jorge Andrés Mazo · Antioquia · José Álvaro Perea · Fuerzas Armadas         |
| Hasta 84 kg           | Cristian Ferney Mosquera · Antioquia    | Carlos Andrés Valor · Valle del Cauca | Jaime Larrea · Bolívar · Oscar Mauricio Álvarez · Tolima                    |
| Hasta 96 kg           | Oscar Loango Solís · Valle del Cauca    | Yeiner Mina Gonzales · Cundinamarca   | Carlos Andrés Muñoz · Antioquia · Raúl Andrés Angulo · Fuerzas Armadas      |
| De 96 kg hasta 120 kg | Víctor Alfonso Asprilla · Antioquia     | Jeison Armando Iguaran · Cundinamarca | Luilly Mauricio Benítez Fuerzas Armadas                                     |

## Lucha libre

### Eventos femeninos
| Evento               | Oro                                       | Plata                                   | Bronce                                                                    |
| -------------------- | ----------------------------------------- | --------------------------------------- | ------------------------------------------------------------------------- |
| De 44 a 48 kg        | Maryury Valencia · Valle del Cauca        | Leidy Marcela Cortes · Antioquia        | Lady Esperanza Romero · Bogotá · Mary del Carmen Zúñiga · Valle del Cauca |
| Hasta 51 kg          | Carolina Castillo · Valle del Cauca       | Gloria Rivas Bogotá                     | Edith Johanna Mosquera · Antioquia                                        |
| Hasta 55 kg          | Leidy Katerin Cifuentes Bogotá            | Eva González · Valle del Cauca          | María del Pilar Grajales · Risaralda                                      |
| Hasta 59 kg          | Sayuri Cañón Bogotá                       | Ana Cristina Renteria · Valle del Cauca | Daniela Vaena · Antioquia                                                 |
| Hasta 63 kg          | Jackeline Rentería · Valle del Cauca      | Paula Andrea Grajales · Risaralda       | Ana Mosquera · Antioquia                                                  |
| Hasta 67 kg          | Leidy Marcela Izquierdo · Valle del Cauca | Sandra Patricia Amado Bogotá            | Edna Patricia Arboleda · Huila                                            |
| De 67 kg hasta 72 kg | Sandra Viviana Roa Bogotá                 | Ana Talia Betancourt · Antioquia        | Andrea Carolina Olaya · Huila · Yoselin Landazuri · Valle del Cauca       |